# حكايا مسك
حكايا مسك هو مَعرضٌ ثقافي وترفيهي يُقام في عدّة مدنٍ في المملكة العربية السعودية تحت تنظيم مؤسسة محمد بن سلمان الخيرية (مسك الخيرية). بدأ المعرض في دورته الأولى عام 2015 تحت اسم «مهرجان حكايا» واستمرّ لخمسة أيام، وكان من تنظيم الهيئة العليا لتطوير مدينة الرياض.
مؤسسة الأمير محمد بن سلمان بن عبد العزيز الخيرية “مسك الخيرية”، مؤسسة خيرية سعودية غير ربحية، تكرِّس أهدافها لرعاية وتشجيع التعلم وتنمية مهارات القيادة لدى الشباب من أجل مستقبل أفضل للمملكة العربية السعودية.
تركز المؤسسة على الاهتمام بالشباب في أنحاء البلاد، وتوفر وسائل مختلفة لرعاية وتمكين المواهب والطاقات الإبداعية وخلق البيئة الصحية لنموها، والدفع بها لترى النور واغتنام الفرص في مجالات العلوم والفنون الإنسانية.
تدعم المؤسسة ركائز المعرفة اللازمة للمستقبل، من خلال تمكين الشعب السعودي نحو التعلم كوسيلة للتطوير ودفع التقدم في الأعمال التجارية، والجوانب التكنولوجية والأدبية والثقافية والاجتماعية لأمتنا.
مؤسسة “مسك الخيرية “ أنشأها الأمير محمد بن سلمان بن عبد العزيز، وتسعى لبلوغ هذه الأهداف من خلال خلق البرامج والشِراكات مع المنظمات المحلية والعالمية في مختلف المجالات، وكذلك مع مجموعة متنوعة من الحاضنات، حيث تستثمر “مسك الخيرية” في تطوير رأس المال الفكري وإطلاق طاقات الشباب السعودي.

## الفعاليات

### الدورة الثانية (2016)
بدأت الدورة الثانية في 26 أغسطس 2016 واستمرت لمدة ستة أيام عُقدت فيها 387 ورشة ضمن 4 مجالات رئيسية وهي: الكتابة، والرسم، وصناعة الرسوم المتحركة (الأنميشن)، والإنتاج المرئي. واستفاد من الفعالية أكثر من 66 ألف زائر.

### الدورة الثالثة (2017)

#### قسم ويكيبيديا

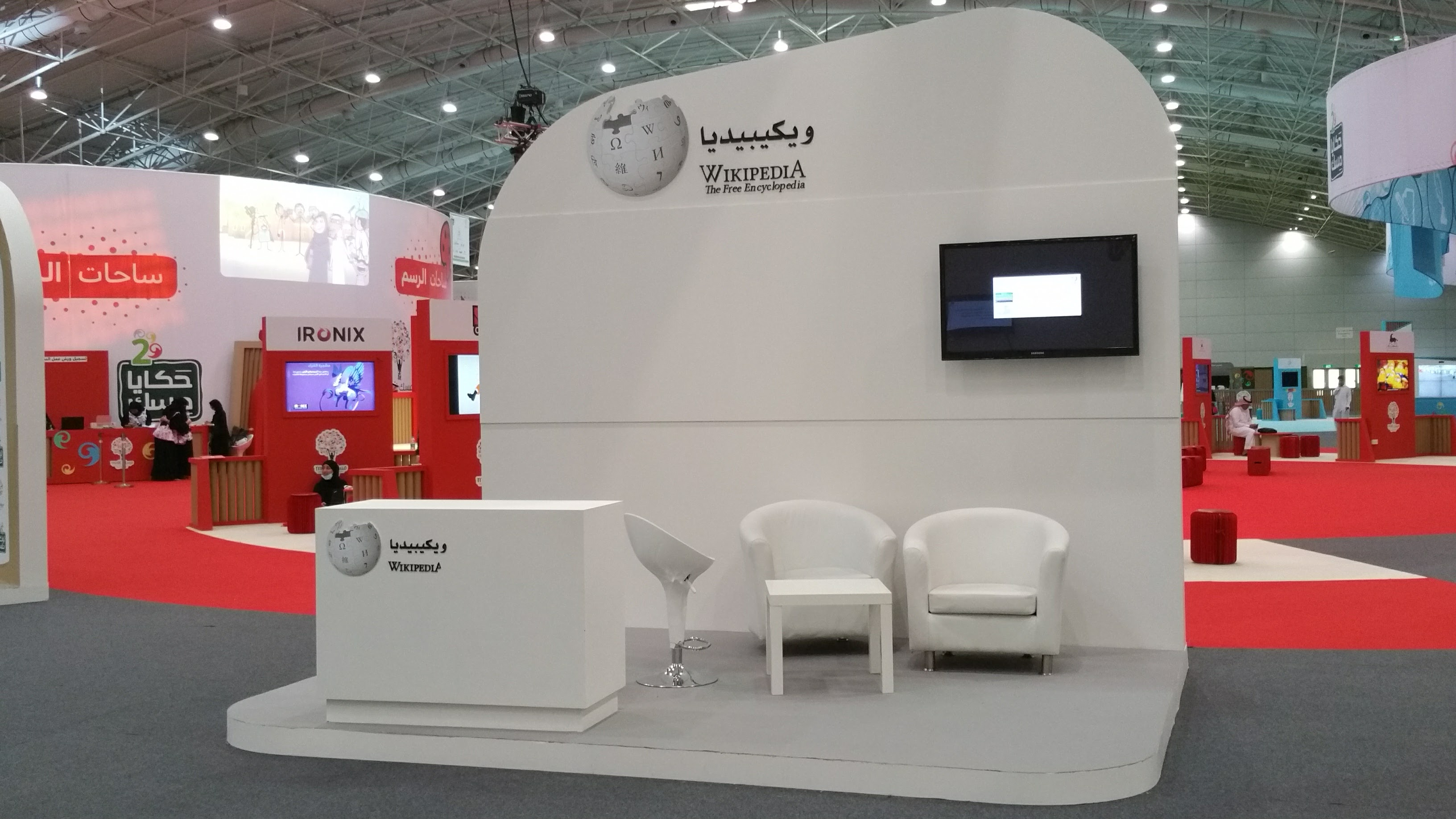
جناح ويكيبيديا في معرض حكايا مسك الذي أقيم في الرّياض.

شاركت ويكيبيديا العربية في معرض حكايا مسك الذي أُُقيم من 14 إلى 20 أغسطس 2017 في مركز الرياض الدولي للمؤتمرات والمعارض. حيث قامت مجموعة من المستخدمين الموجودين في السعودية بتمثيل ويكيبيديا في المعرض وتعريف الزوّار بها والإجابة على استفساراتهم، كما قدّمت أيضاً ثلاثة وُرش للزوار في الأيام الثلاثة الأخيرة من المهرجان.